# Meridià 139 a l'oest
El meridià 139 a l'oest de Greenwich és una línia de longitud que s'estén des del pol Nord travessant l'oceà Àrtic, Amèrica del Nord, l'oceà Pacífic, l'oceà Antàrtic, i l'Antàrtida fins al pol Sud.
El meridià 139 a l'oest forma un cercle màxim amb el meridià 41 a l'est. Com tots els altres meridians, la seva longitud correspon a una semicircumferència terrestre, uns 20.003,932 km. Al nivell de l'Equador, és a una distància del meridià de Greenwich de 15.473 km.

## De Pol a Pol
Començant en el pol Nord i dirigint-se cap al pol Sud, aquest meridià travessa:
| Coordenades                               | País, territori o mar | Notes |
| ----------------------------------------- | --------------------- | --- |
| 90° 0′ N, 139° 0′ O / 90.000°N,139.000°O  | Oceà Àrtic            | |
| 73° 57′ N, 139° 0′ O / 73.950°N,139.000°O | Mar de Beaufort       | |
| 69° 38′ N, 139° 0′ O / 69.633°N,139.000°O | Canadà                | Yukon — illa Herschel |
| 69° 34′ N, 139° 0′ O / 69.567°N,139.000°O | Mar de Beaufort       | Badia de Mackenzie |
| 69° 26′ N, 139° 0′ O / 69.433°N,139.000°O | Canadà                | Yukon Colúmbia Britànica — Uns 2 km des de 60° 0′ N, 139° 0′ O / 60.000°N,139.000°O |
| 59° 59′ N, 139° 0′ O / 59.983°N,139.000°O | Estats Units          | Alaska |
| 59° 16′ N, 139° 0′ O / 59.267°N,139.000°O | Oceà Pacífic          | Passa a l'oest de l'illa Fatu Huku, Polinèsia Francesa (a 9° 26′ S, 138° 56′ O / 9.433°S,138.933°O) |
| 9° 42′ S, 139° 0′ O / 9.700°S,139.000°O   | Polinèsia Francesa    | Illa Hiva Oa |
| 9° 49′ S, 139° 0′ O / 9.817°S,139.000°O   | Oceà Pacífic          | Passa a l'est de l'illa Tahuata, Polinèsia Francesa (a 9° 56′ S, 139° 2′ O / 9.933°S,139.033°O) · Passa a l'oest de l'illa Moho Tani, Polinèsia Francesa (a 9° 58′ S, 138° 51′ O / 9.967°S,138.850°O) · Passa a l'oest de l'atol Puka Puka, Polinèsia Francesa (a 14° 48′ S, 138° 51′ O / 14.800°S,138.850°O) · Passa a l'est de l'atol Akiaki, Polinèsia Francesa (a 18° 34′ S, 138° 51′ O / 18.567°S,138.850°O) · Passa a l'oest de l'atol Vahitahi, Polinèsia Francesa (a 18° 47′ S, 138° 52′ O / 18.783°S,138.867°O) · Passa a l'oest de l'illa Nukutavake, Polinèsia Francesa (a 19° 17′ S, 138° 49′ O / 19.283°S,138.817°O) · Passa a l'est de l'atol Vairaatea, Polinèsia Francesa (a 19° 20′ S, 139° 11′ O / 19.333°S,139.183°O) · Passa a l'est de l'atol Vanavana, Polinèsia Francesa (a 20° 46′ S, 139° 7′ O / 20.767°S,139.117°O) |
| 21° 51′ S, 139° 0′ O / 21.850°S,139.000°O | Polinèsia Francesa    | Atol Moruroa |
| 21° 53′ S, 139° 0′ O / 21.883°S,139.000°O | Oceà Pacífic          | Passa a l'oest de l'atol Fangataufa, Polinèsia Francesa (a 22° 13′ S, 138° 48′ O / 22.217°S,138.800°O) |
| 60° 0′ S, 139° 0′ O / 60.000°S,139.000°O  | Oceà Antàrtic         | |
| 75° 12′ S, 139° 0′ O / 75.200°S,139.000°O | Antàrtida             | Territori no reclamat |